# Nembrotha lineolata
A Nembrotha lineolata a csigák (Gastropoda) osztályának a hátulkopoltyúsok (Opisthobranchia) rendjébe és a Polyceridae családjába tartozó faj.

## Előfordulása
Az Indiai-óceánban és a Csendes-óceán nyugati részén honos. A tengerfenék lakója.

## Megjelenése
Mérete 4,5 centiméter.